# Hot Love (T. Rex)
Hot Love è un brano del gruppo glam rock T. Rex pubblicato come singolo nel febbraio 1971.
È stato il primo singolo a raggiungere il primo posto nella classifica inglese dove rimase per 6 settimane, negli Stati Uniti invece raggiunse solo la 72ª posizione nel Hot 100 di Billboard.
Fu anche l'unico loro disco di successo in Italia. 
Sul lato B sono presenti i brani Woodland Rock e King of the Mountain Cometh.

## Tracce
Lato A
1. Hot Love - 4:23

Lato B
1. Woodland Rock - 2:27
2. King of the Mountain Cometh - 3:50